# Ranftbecher

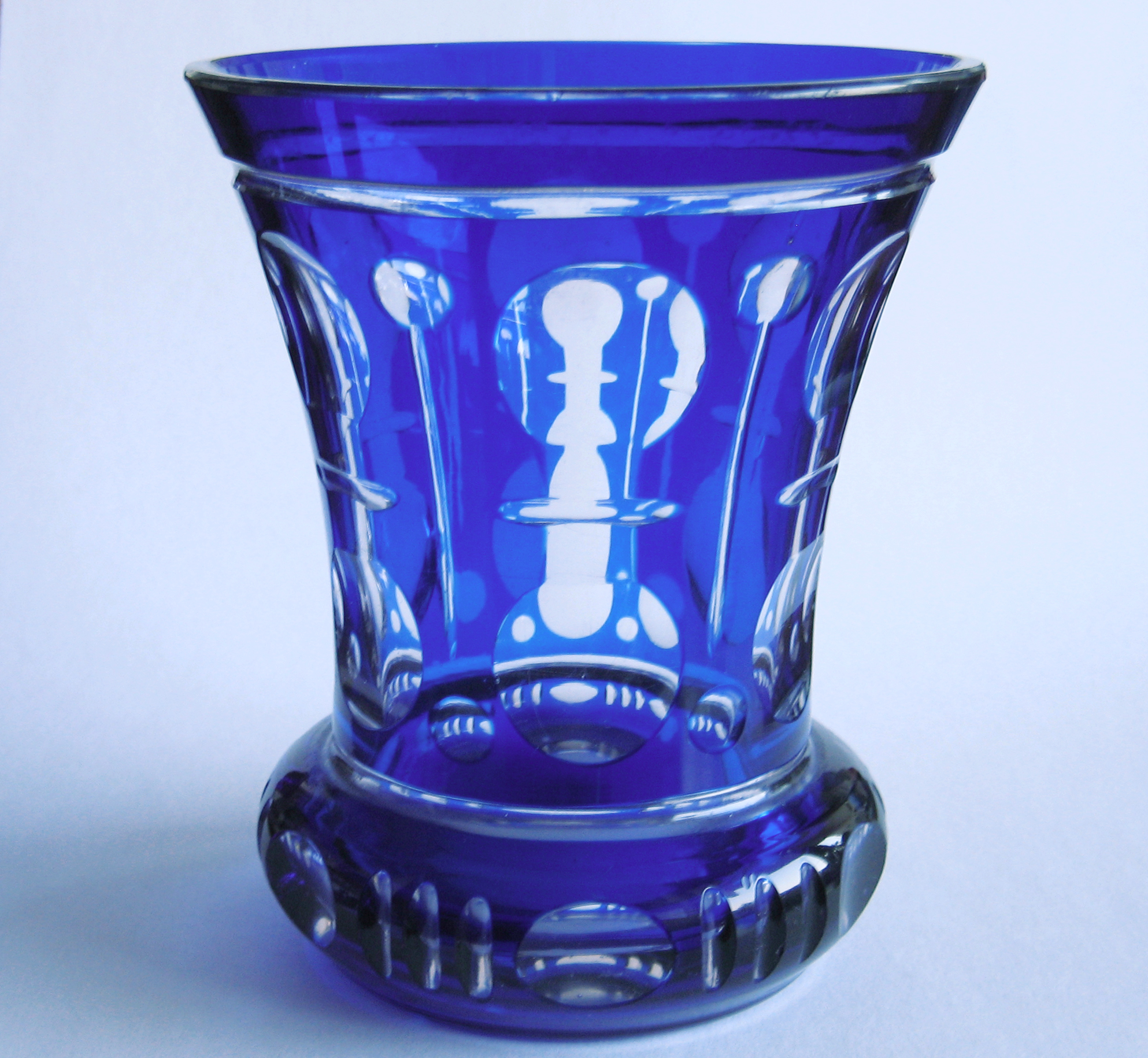
Geschliffener Ranftbecher mit blauem Überfang

Der Ranftbecher ist ein spezielles Glasgefäß.

## Aussehen
Das becherförmige Glas besitzt eine glockenförmig ausgeformte Wandung und eine Bodenplatte mit leicht vorstehender Wulst, dem namengebenden Ranft. Der oft fingerdicke Ranft (veraltete Bezeichnung für Rand) weist entweder senkrecht verlaufende Kerben, Facetten, geschliffene Quader mit abgeschrägten Kanten oder eine Kannelierung auf. Die Standfläche des Glases hat häufig einen vielstrahligen Stern als Kerbschliffdekor. Die Gefäßwandung kann bemalt oder geschliffen sein.
Ranftbecher waren vor allem im Empire und Biedermeier als „Freundschaftsbecher“ und Andenkengläser populär.  